# Времена сердца
«Времена сердца» (англ. Seasons Of The Heart; другое название «Пока бьётся сердце») — полнометражный телефильм.

## Сюжет
У владелицы крупного книжного издательства Вивиан не личная жизнь, а катастрофа — постоянные ссоры с мужем, спивающийся любовник и дочь Эллен, сидящая на наркотиках и бросившая своего сына. Именно этот брошенный Эллен ребёнок, внук Вивиан, становится для неё смыслом жизни…

## В ролях
- Кэрол Бёрнетт — Вивиан Левинсон
- Джорж Сигал — Эзра Голдштайн
- Эрик Ллойд — Дэвид
- Джилл Тид — Эллен
- Малкольм Макдауэлл — Альфред МакГиннес